# Avenue Charles Schaller
Pour les articles homonymes, voir Schaller.
L'avenue Charles Schaller est une rue bruxelloise de la commune d'Auderghem dans le quartier du Blankedelle qui relie le square du Sacré-Cœur au chemin de Blankendelle en Forêt de Soignes sur une longueur de 850 mètres.

## Historique et description
Ce chemin figure sur la carte de Ferraris (1771) en forêt de Soignes et est mentionné à l’Atlas des Communications (1843) sous le n° 25, dénommé Chemin d’Auderghem vers la Chapelle de Wilrieken : Blankedelleweg, d'après blanke (blanc) et delle, vallon; la couleur du vallon provenant de l'ail des ours, qui y proliférait.
Le nom de la rue fut délaissé le 13 août 1946 au profit de celui d'une victime de guerre [réf. nécessaire].
Abords
À hauteur du n° 40, un clos portant ce nom a été créé en 1985.

## Inventaire régional des biens remarquables

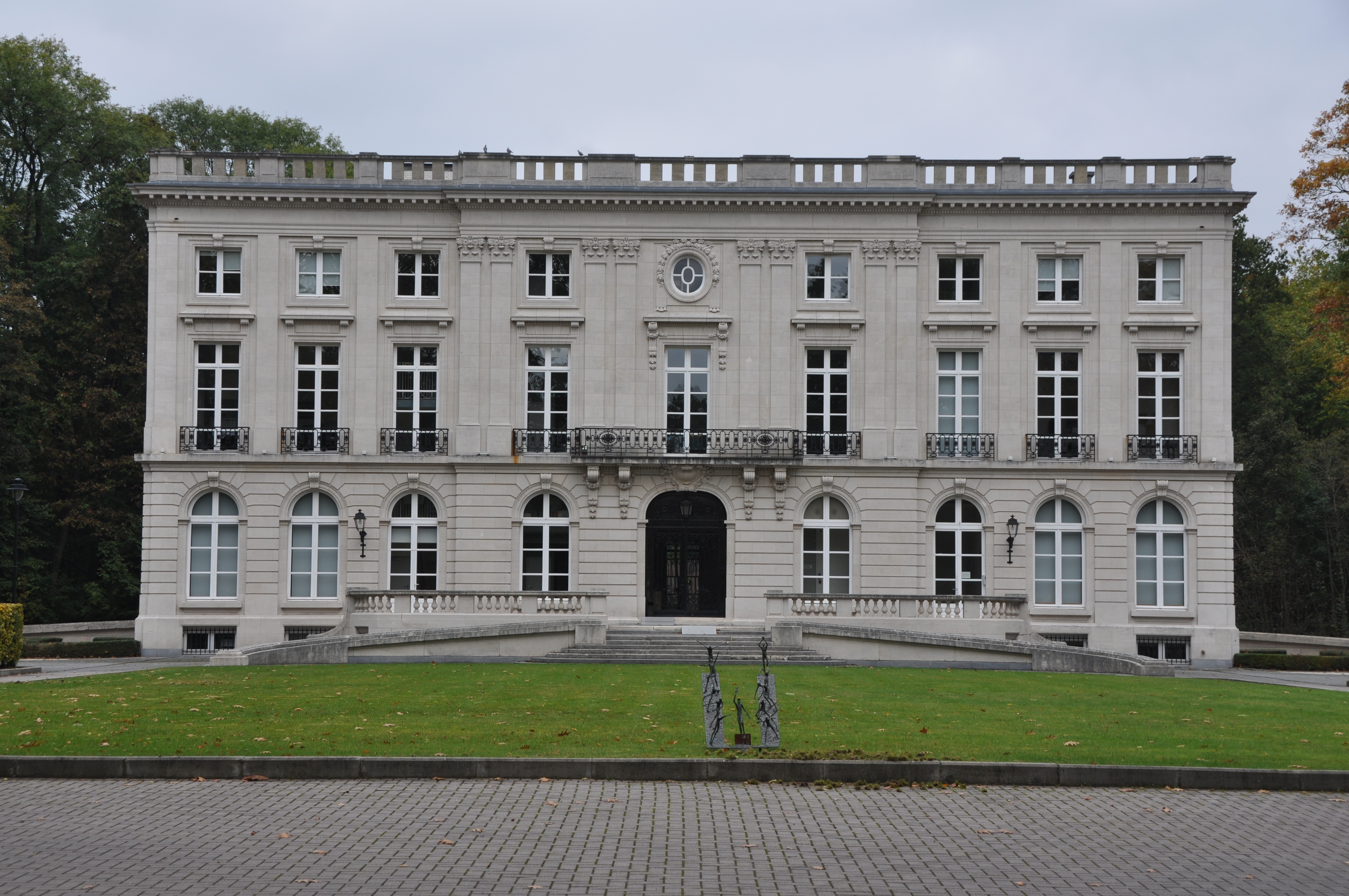
Château de la Solitude